# Evèmer
Evèmer (en grec antic: Εὐήμερος, llatí: Evemerus o Euhemerus) fou un filòsof de l'antiga Grècia de final del segle iv aC. És conegut per les seves interpretacions dels mites, que considerava deformacions de relats històrics reals.
La major part de fonts indiquen que va néixer a Messene (que probablement fa referència a la Messana de Sicília, més que no a Messènia del Peloponnès) cap a l'any 330 aC, però Arnobi i Climent d'Alexandria el fan nascut a Acragant i altres diuen que va néixer a Tègea (Arcàdia) o a l'illa de Cos. Va estudiar filosofia a l'escola cirenaica, que era escèptica sobre qüestions relacionades amb la religió popular, i un dels seus membres, Teodor, era anomenat l'«ateu» pels seus contemporanis. La influència d'aquesta escola sobre Evèmer va ser molt forta, fins al punt que es va convertir en el fundador d'una manera peculiar d'interpretar les llegendes i mites de la religió grega que s'assemblava al modern racionalisme.
Cap a l'any 316 aC era a la cort de Cassandre, a Macedònia, qui el va enviar en expedició a la mar Roja, i va arribar fins a una illa anomenada Panquea (potser Madagascar, però hi ha altres interpretacions, com Socotra i Bahrain). A la tornada, va escriure una obra anomenada Ἱερὰ Ἀναγραφή (Hierà anagraphé, 'inscripcions sagrades'), que constava almenys de nou llibres i que contenia informacions extretes de les inscripcions a les columnes i parets dels temples del seu camí, especialment a Panquea. L'obra descrivia relats sobre diversos déus, i Evèmer deia que abans havien estat homes que s'havien distingit com a guerrers, reis, inventors o benefactors, i que després de la seva mort van ser venerats per persones agraïdes. Segons ell, Zeus havia estat un rei de Creta i un gran conqueridor. Al temple de Zeus Trifili, a Panquea, havia trobat la història dels reis Zeus, Cronos i Urà, segons que explica l'escriptor cristià Eusebi de Cesarea.
L'estil del llibre va ser molt popular, perquè totes les llegendes transmeses per la mitologia les explicava com si fossin narracions i veritats històriques. El mètode va ser adoptat després per diversos escriptors, com ara Diodor de Sicília, o si més no van seguir en part la seva opinió, per exemple Polibi i Dionisi d'Halicarnàs. De fet, Heròdot i Tucídides ja havien començat a tractar els temes mitològics des d'aquesta perspectiva, però Evèmer va ser el primer que ho va fer de manera sistemàtica. Enni va traduir l'obra al llatí amb el títol de Sacra scriptio. Evèmer va ser molt criticat pels seus contemporanis, i segons Polibi, Eratòstenes el va tractar de gran mentider i el feia pitjor que Antífanes de Berga. Després els escriptors cristians van usar les seves opinions per demostrar la falsedat dels déus pagans.